# 통합 타격 전투기 계획

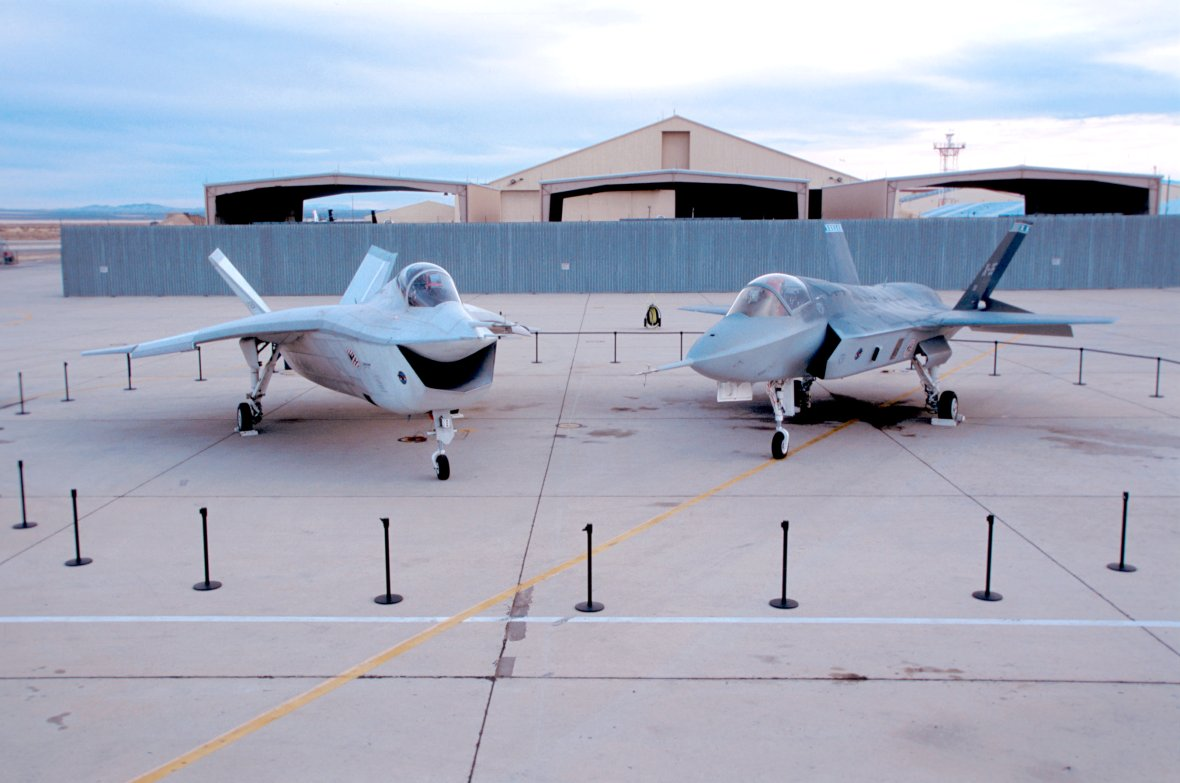
보잉 X-32(왼쪽), 록히드 마틴 X-35(오른쪽)

통합 타격 전투기 계획 또는 조인트 스트라이크 파이터 프로그램(Joint Strike Fighter, JSF)은 미국, 영국, 이탈리아, 캐나다, 호주, 네덜란드, 덴마크, 노르웨이 등(이전에는 튀르키예 포함)의 광범위한 기존 전투기, A-10, F/A-18A-D, AV-8B, EA-6B 및 영국의 해리어 GR7, GR9 및 토네이도 GR4을 포함한 타격 및 지상 공격 항공기를 대체하기 위한 개발 및 획득 프로그램이다. 보잉 X-32와 록히드 마틴 X-35의 경쟁 끝에 후자의 항공기가 계약 대상으로 선정되어 F-35 라이트닝 II로 개발됐다. 이 프로그램의 예상 평균 연간 비용은 2012년에 125억 달러이며, 전체 기간 동안 2024년에는 2조 달러로 추정된다.

## 같이 보기
- 선진 전술 전투기 계획
- 5세대 전투기
- 6세대 전투기